# Liste der Biografien/Smith, J
Liste der Biografien |
Portal Biografien |
J Personensuche
# |
A |
B |
C |
D |
E |
F |
G |
H |
I |
J |
K |
L |
M |
N |
O |
P |
Q |
R |
S |
T |
U |
V |
W |
X |
Y |
Z |
?
 
Sa |
Sb |
Sc |
Sd |
Se |
Sf |
Sg |
Sh |
Si |
Sj |
Sk |
Sl |
Sm |
Sn |
So |
Sp |
Sq |
Sr |
Ss |
St |
Su |
Sv |
Sw |
Sy |
Sz
 
Sma |
Smb |
Sme |
Smi |
Smj |
Smo |
Smr |
Smu |
Smy
 
Smia |
Smic |
Smid |
Smie |
Smig |
Smij |
Smik |
Smil |
Smir |
Smis |
Smit
 
Smita |
Smite |
Smith |
Smitk |
Smitr |
Smits |
Smitt
 
Smith, A |
Smith, B |
Smith, C |
Smith, D |
Smith, E |
Smith, F |
Smith, G |
Smith, H |
Smith, I |
Smith, J |
Smith, K |
Smith, L |
Smith, M |
Smith, N |
Smith, O |
Smith, P |
Smith, Q |
Smith, R |
Smith, S |
Smith, T |
Smith, U |
Smith, V |
Smith, W |
Smith, Y |
Smith, Z |
Smith? |
Smitha |
Smithe |
Smithi |
Smiths |
Smithw |
Smithy
Die Liste der Biografien führt alle Personen auf, die in der deutschsprachigen Wikipedia einen Artikel haben. Dieses ist eine Teilliste mit 177 Einträgen von Personen, deren Namen mit den Buchstaben „Smith, J“ beginnt.

## Smith, J
- Smith, J. Brennan (1970–2007), US-amerikanischer Schauspieler
- Smith, J. Gregory (1818–1891), US-amerikanischer Politiker
- Smith, J. Hyatt (1824–1886), US-amerikanischer Geistlicher und Politiker
- Smith, J. Joseph (1904–1980), US-amerikanischer Jurist und Politiker
- Smith, J. Lawrence (1818–1883), US-amerikanischer Chemiker und Mineraloge
- Smith, J. R. (* 1985), US-amerikanischer Basketballspieler
- Smith, J. T., US-amerikanischer Bluesmusiker
- Smith, J. T. (* 1998), US-amerikanischer Sprinter

### Smith, Ja
- Smith, Jabari (* 2003), US-amerikanischer Basketballspieler
- Smith, Jabbo (1908–1991), US-amerikanischer Jazztrompeter
- Smith, Jack (1924–2001), US-amerikanischer NASCAR-Rennfahrer
- Smith, Jack (1932–1989), US-amerikanischer Regisseur
- Smith, Jack (* 1969), US-amerikanischer JuristJack Smith (* 1969)

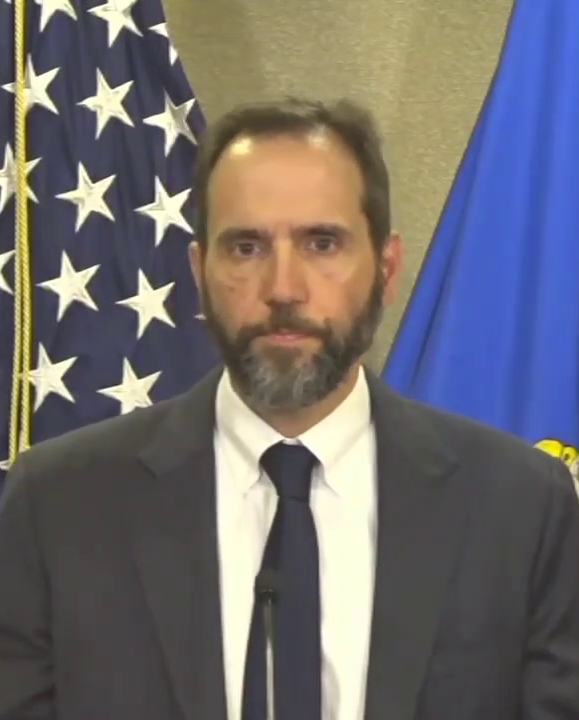
Jack Smith (* 1969)

- Smith, Jack Martin (1911–1993), US-amerikanischer Filmarchitekt
- Smith, Jackie (1883–1916), englischer Fußballspieler
- Smith, Jackie (* 1940), US-amerikanischer American-Football-Spieler
- Smith, Jaclyn (* 1945), US-amerikanische Schauspielerin
- Smith, Jacob (* 1990), US-amerikanischer Filmschauspieler und Musiker
- Smith, Jacob (* 1995), italo-kanadischer Eishockeytorwart
- Smith, Jacqui (* 1962), britische Politikerin und Innenministerin
- Smith, Jaden (* 1998), US-amerikanischer Schauspieler und RapperJaden Smith (* 1998)

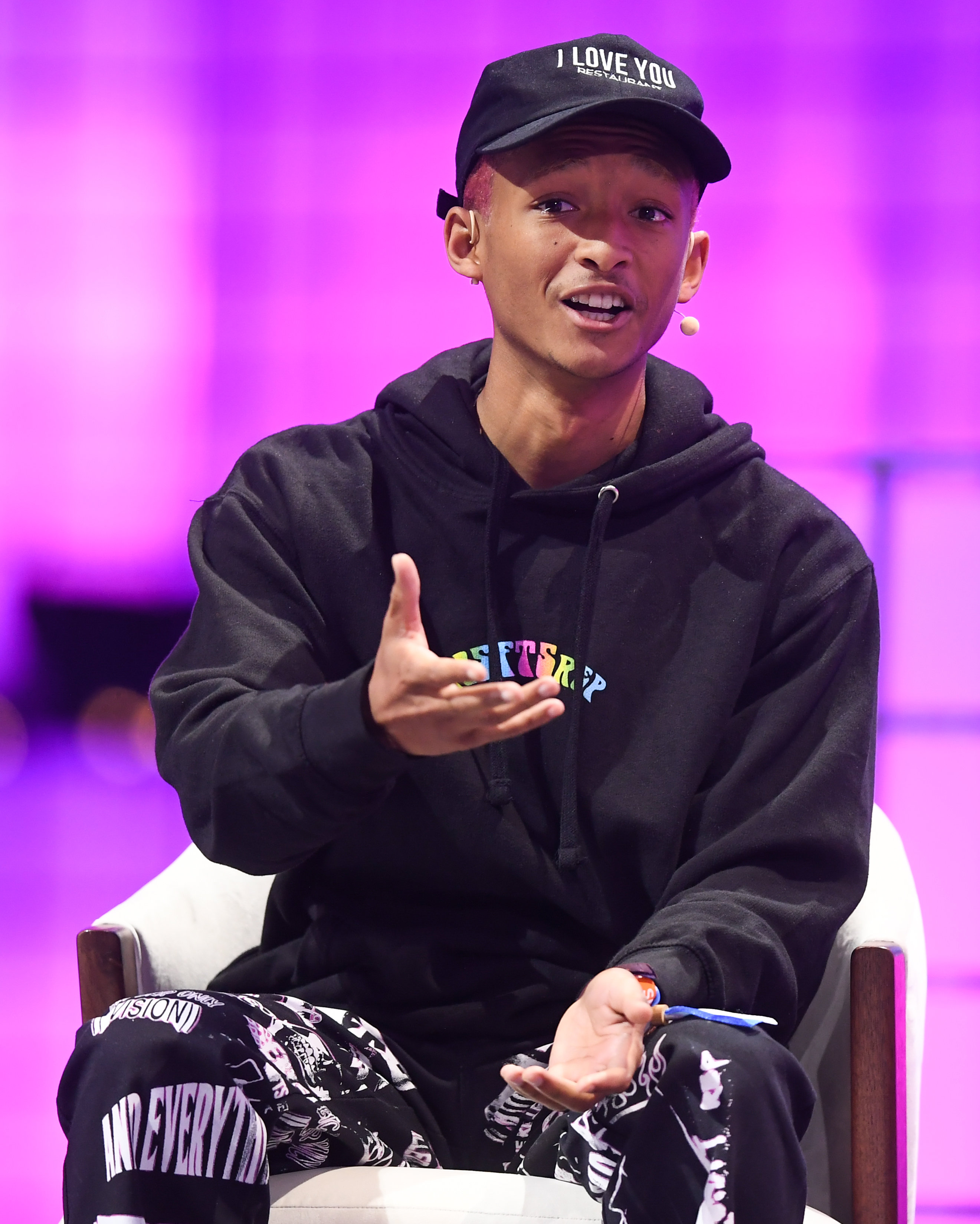
Jaden Smith (* 1998)

- Smith, Jahkara (* 1996), US-amerikanische Schauspielerin
- Smith, Jaleen (* 1994), US-amerikanischer Basketballspieler
- Smith, Jalen (* 2000), US-amerikanischer Basketballspieler
- Smith, Jamar (* 1987), US-amerikanischer Basketballspieler
- Smith, James († 1806), irisch-britisch-US-amerikanischer Rechtsanwalt und Unterzeichner der Unabhängigkeitserklärung der USA

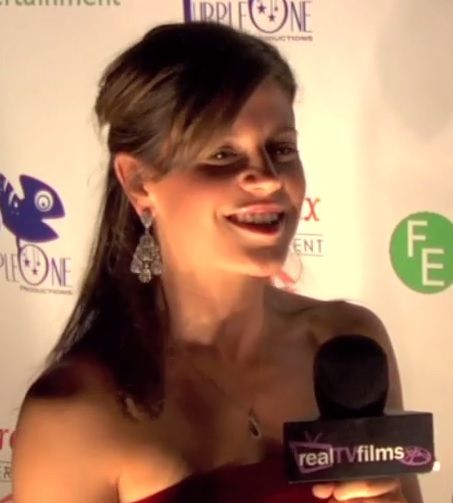
Jamie Renée Smith (* 1987)

- Smith, James (1909–1982), US-amerikanischer Segler und Staatsbediensteter
- Smith, James (* 1953), US-amerikanischer Boxer
- Smith, James C. (1923–2016), US-amerikanischer Offizier, Generalleutnant der US-Army
- Smith, James E. (* 1950), US-amerikanischer Computeringenieur
- Smith, James Edward (1759–1828), britischer Botaniker und Begründer der Linnéschen Gesellschaft zu London
- Smith, James Edward (1831–1892), kanadischer Politiker 17. Bürgermeister von Toronto
- Smith, James Francis (1859–1928), US-amerikanischer Politiker, General und Richter
- Smith, James Henry (1871–1940), britischer Maschinenbauingenieur
- Smith, James junior (1851–1927), US-amerikanischer Politiker
- Smith, James Leonard Brierley (1897–1968), südafrikanischer Zoologe, Ichthyologe und Chemiker
- Smith, James McCune (1813–1865), amerikanischer Arzt, Apotheker, Abolitionist und Autor
- Smith, James Milton (1823–1890), US-amerikanischer Politiker
- Smith, James Perrin (1864–1931), US-amerikanischer Geologe und Paläontologe
- Smith, James Skivring, amerikanisch-liberianischer Arzt und Politiker
- Smith, James Strudwick (1787–1852), US-amerikanischer Politiker
- Smith, James Vernon (1926–1973), US-amerikanischer Politiker
- Smith, James Y. (1809–1876), US-amerikanischer Politiker
- Smith, Jamie (* 2000), englischer Cricketspieler
- Smith, Jamie Renée (* 1987), US-amerikanische FilmschauspielerinJamie Renée Smith (* 1987)
- Smith, Jamil Walker (* 1982), US-amerikanischer Schauspieler und Synchronsprecher
- Smith, Janet E. (* 1950), US-amerikanische Moraltheologin und Hochschullehrerin
- Smith, Janet L., US-amerikanische Biologin
- Smith, Janice (1945–2022), US-amerikanische Eisschnellläuferin
- Smith, Jarrod (* 1984), neuseeländischer Fußballspieler
- Smith, Jason, Spezialeffektkünstler
- Smith, Jason (* 1964), englischer Snookerspieler
- Smith, Jason (* 1973), kanadischer Eishockeyspieler und -trainer
- Smith, Jason (* 1980), US-amerikanischer Politiker der Republikanischen Partei
- Smith, Jason (* 1982), US-amerikanischer Snowboarder
- Smith, Jason (* 1983), US-amerikanischer Curler
- Smith, Jason (* 1986), US-amerikanischer Basketballspieler
- Smith, Jaune Quick-to-See (1940–2025), amerikanische Künstlerin, Kuratorin und Aktivistin
- Smith, Javarian (* 1996), US-amerikanischer American-Football-Spieler
- Smith, Jay (* 1981), schwedischer Sänger und Gitarrist
- Smith, Jay R. (1915–2002), US-amerikanischer Schauspieler
- Smith, Jaylon (* 1995), US-amerikanischer Footballspieler
- Smith, Jayne, US-amerikanische Bodybuilderin und Schauspielerin

### Smith, Je
- Smith, Jean Kennedy (1928–2020), US-amerikanische Diplomatin, Mitglied der Familie KennedyJean Kennedy Smith (1928–2020)

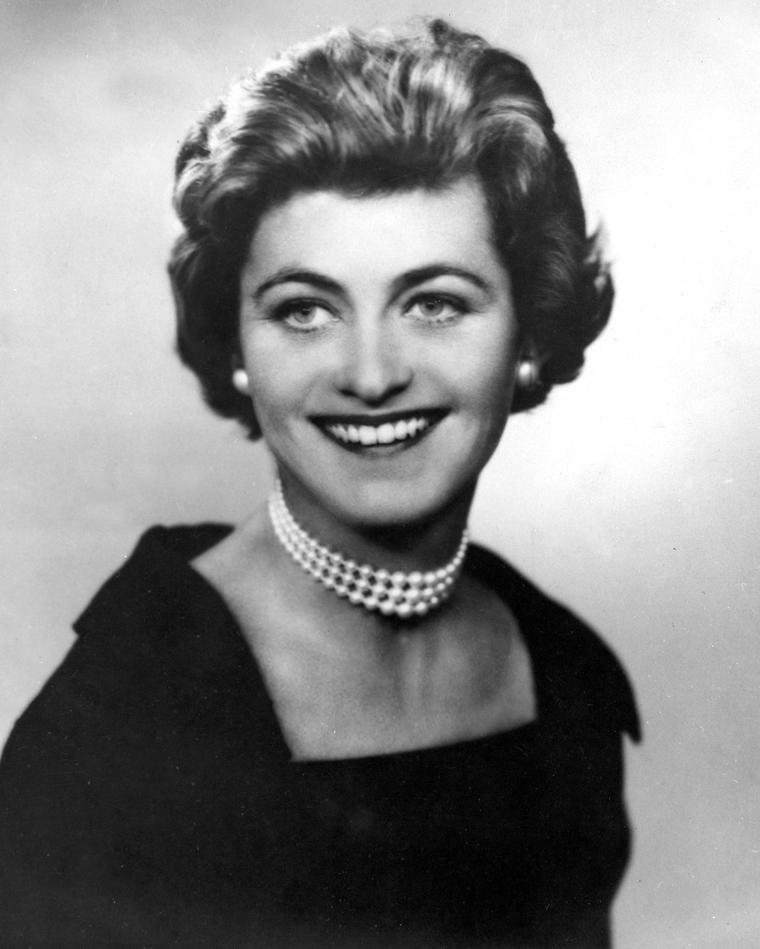
Jean Kennedy Smith (1928–2020)

- Smith, Jedediah († 1831), US-amerikanischer Trapper, Entdecker, PelzhändlerJedediah Smith († 1831)

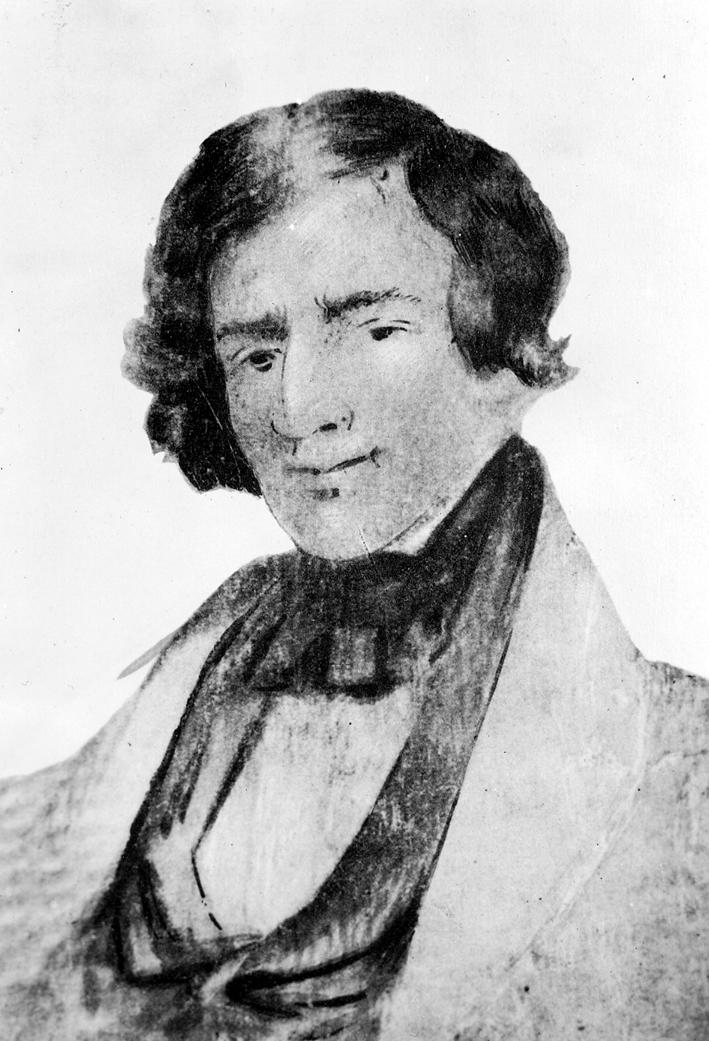
Jedediah Smith († 1831)

- Smith, Jedediah K. (1770–1828), US-amerikanischer Politiker
- Smith, Jeff (1891–1962), US-amerikanischer Boxer
- Smith, Jeff (* 1960), US-amerikanischer Comiczeichner und -verleger
- Smith, Jeff (* 1975), kanadischer Dartspieler
- Smith, Jeffery (* 1943), sambischer Sprinter
- Smith, Jeffrey G. (1921–2021), US-amerikanischer Offizier, Generalleutnant der US Army
- Smith, Jeffrey H., US-amerikanischer Mathematiker
- Smith, Jeffrey R., kanadischer Schauspieler und Synchronsprecher
- Smith, Jennifer M. (* 1947), bermudische Politikerin
- Smith, Jeremiah (1759–1842), US-amerikanischer Politiker
- Smith, Jeremy (* 1989), US-amerikanisch-chinesischer Eishockeytorwart
- Smith, Jerry (1943–1986), US-amerikanischer Footballspieler
- Smith, Jerry (* 1987), US-amerikanischer Basketballspieler
- Smith, Jerry J. (* 1978), deutsche Roman- und Kinderbuchautorin
- Smith, Jesse (* 1983), US-amerikanischer Wasserballspieler
- Smith, Jessica (* 1983), US-amerikanische Shorttrackerin
- Smith, Jessica (* 1989), kanadische Leichtathletin
- Smith, Jessica Grace (* 1985), neuseeländische Schauspielerin, Drehbuchautorin und Regisseurin

### Smith, Ji
- Smith, Jim (* 1946), britischer Zehnkämpfer
- Smith, Jim Field, englischer Film- und Fernsehregisseur, Drehbuchautor und Filmproduzent
- Smith, Jimmie (* 1938), US-amerikanischer Jazz-Schlagzeuger
- Smith, Jimmy (1928–2005), US-amerikanischer Jazzorganist
- Smith, Jimmy (* 1945), US-amerikanischer American-Football-Spieler
- Smith, Jimmy (* 1988), US-amerikanischer American-Football-Spieler

### Smith, Jo
- Smith, Jocelyn B. (* 1960), US-amerikanische Jazz- und OpernsängerinJocelyn B. Smith (* 1960)

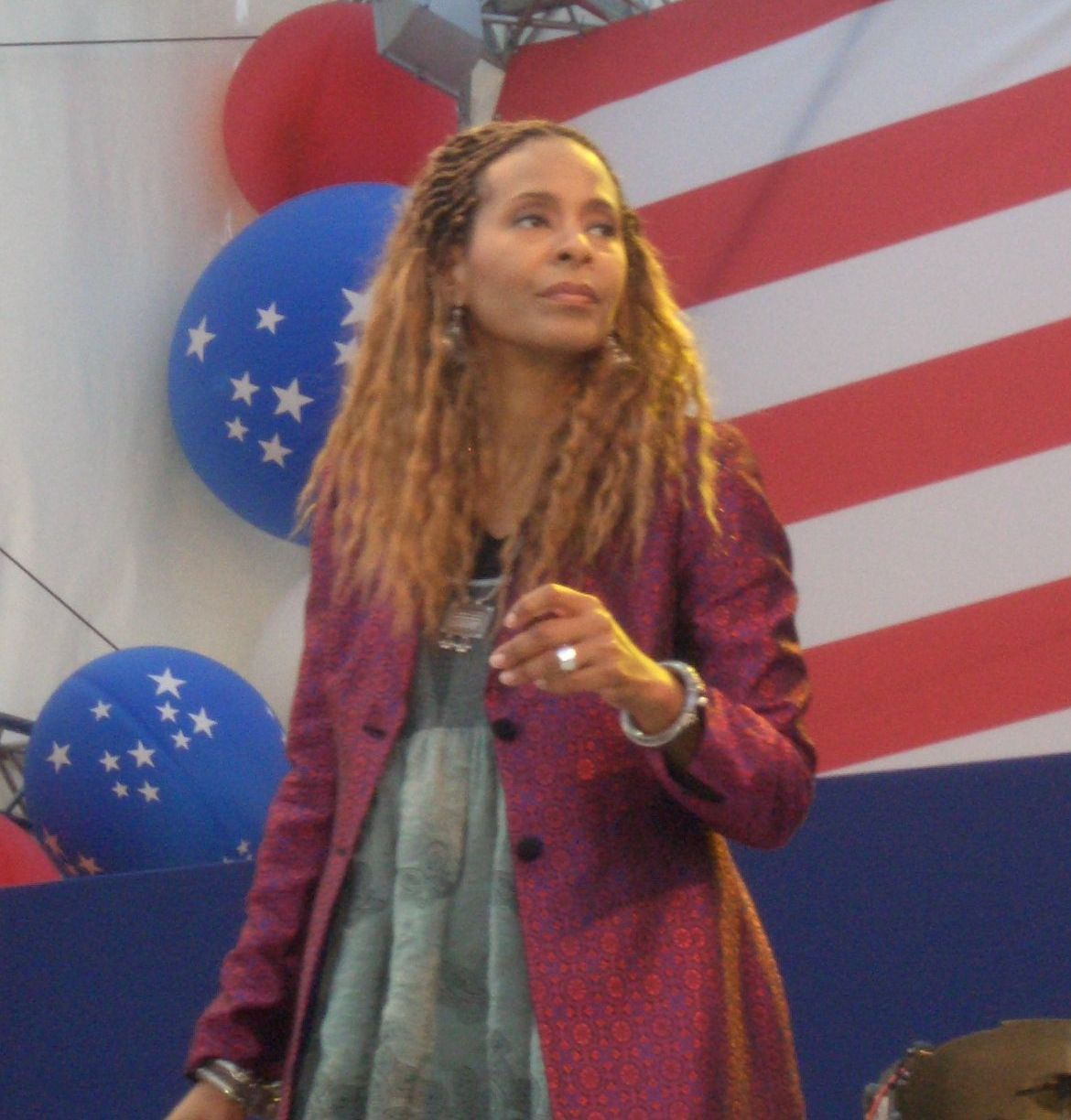
Jocelyn B. Smith (* 1960)

- Smith, Joe (1889–1971), englischer Fußballspieler und Fußballtrainer
- Smith, Joe (1902–1937), US-amerikanischer Jazz-Trompeter und -Kornettist
- Smith, Joe (* 1971), US-amerikanischer Jazzmusiker (Schlagzeug)
- Smith, Joe (* 1975), US-amerikanischer Basketballspieler
- Smith, Joe junior (* 1989), US-amerikanischer Boxer im Halbschwergewicht
- Smith, Joe L. (1880–1962), US-amerikanischer Politiker
- Smith, Johan Oscar (1871–1943), norwegischer Marineoffizier, Mitbegründer einer Freikirche
- Smith, Johann (* 1987), US-amerikanischer Fußballspieler
- Smith, Johannes Jacobus (1867–1947), niederländischer Gärtner und Botaniker
- Smith, John (1580–1631), englischer Soldat und Gründer von JamestownJohn Smith (1580–1631)

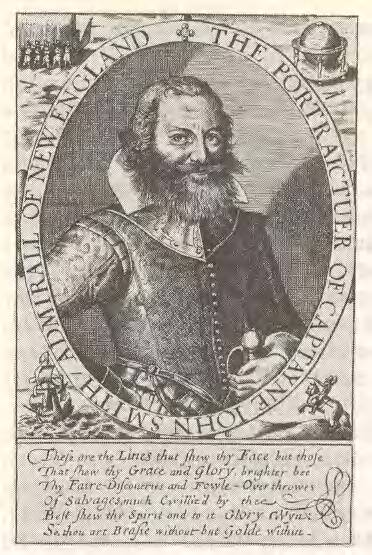
John Smith (1580–1631)

- Smith, John (1616–1652), britischer Philosoph, Mathematiker und Theologe
- Smith, John (1656–1723), englischer Politiker
- Smith, John († 1824), US-amerikanischer Politiker der Demokratisch-Republikanischen Partei
- Smith, John (1750–1836), US-amerikanischer Politiker
- Smith, John (1752–1816), US-amerikanischer Politiker (Demokratisch-Republikanische Partei)
- Smith, John (1781–1852), schottischer Architekt
- Smith, John (1781–1855), britischer Kunsthändler, auf den das Konzept des Catalogue raisonné zurückgeht
- Smith, John (1781–1854), Generalautorität der Kirche Jesu Christi der Heiligen der Letzten Tage
- Smith, John (1789–1858), US-amerikanischer Politiker
- Smith, John (1798–1888), britischer Botaniker
- Smith, John (1832–1910), US-amerikanischer Politiker
- Smith, John (1931–1995), US-amerikanischer Schauspieler
- Smith, John (1938–1994), britischer Politiker, Mitglied des House of CommonsJohn Smith (1938–1994)

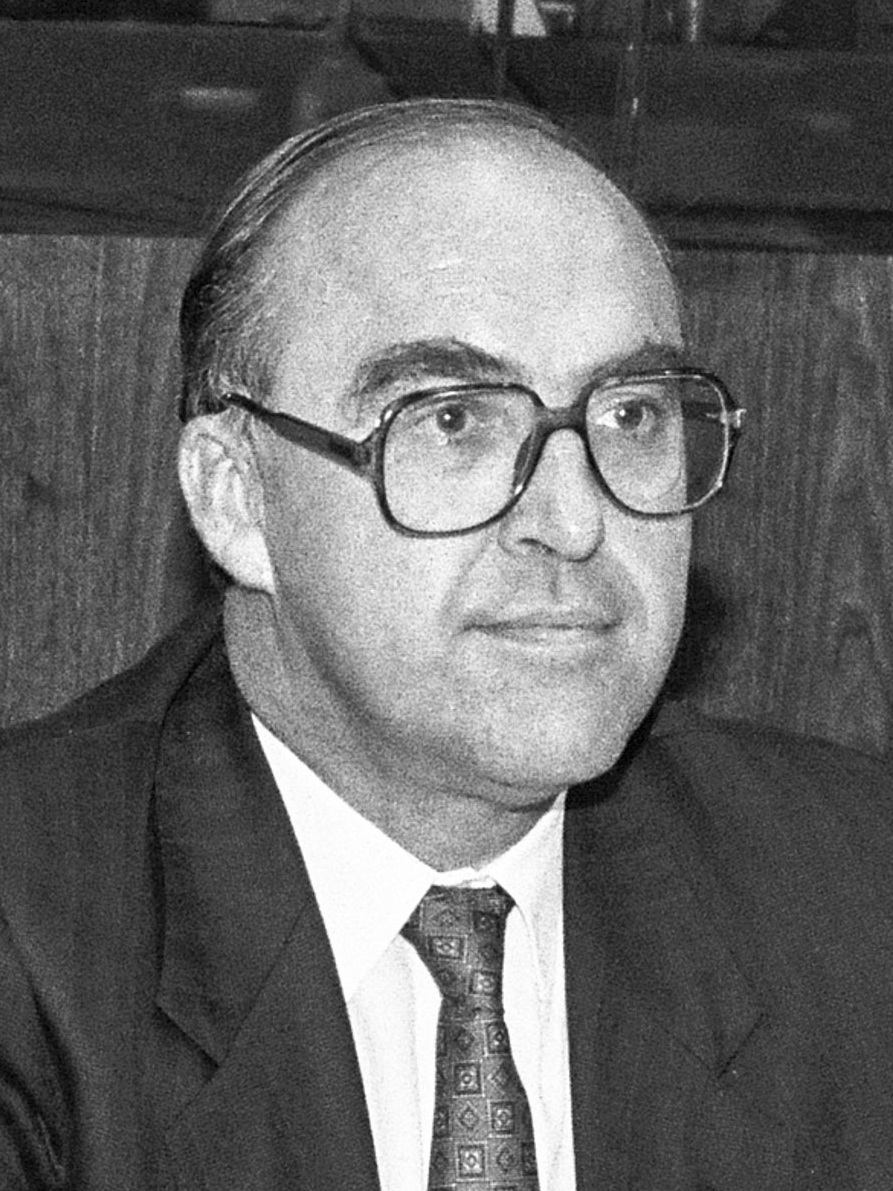
John Smith (1938–1994)

- Smith, John (1939–1988), englischer Fußballspieler und -trainer
- Smith, John (* 1950), US-amerikanischer Sprinter und Leichtathletiktrainer
- Smith, John (* 1965), US-amerikanischer Ringer
- Smith, John (* 1990), südafrikanischer Ruderer
- Smith, John Alexander (1818–1883), britischer Arzt, Naturforscher und Archäologe
- Smith, John Ambler (1847–1892), US-amerikanischer Politiker
- Smith, John Armstrong (1814–1892), US-amerikanischer Politiker
- Smith, John Butler (1838–1914), US-amerikanischer Politiker
- Smith, John Christopher (1712–1795), deutschstämmiger englischer Komponist
- Smith, John Cotton (1765–1845), US-amerikanischer Jurist und Politiker
- Smith, John David (1899–1973), kanadischer Ruderer
- Smith, John Donnell (1829–1928), US-amerikanischer Pflanzensammler und Botaniker
- Smith, John Howard, amerikanischer Mathematiker und Hochschullehrer
- Smith, John Lee (1894–1963), US-amerikanischer Politiker
- Smith, John M. C. (1853–1923), US-amerikanischer Politiker
- Smith, John N. (* 1943), kanadischer Filmregisseur, Drehbuchautor und Filmproduzent
- Smith, John Quincy (1824–1901), US-amerikanischer Politiker
- Smith, John Raphael (1751–1812), englischer Maler, Zeichner, Verleger
- Smith, John Rubens (1775–1849), britisch-amerikanischer Maler, Grafiker und Kunstlehrer
- Smith, John Speed (1792–1854), US-amerikanischer Jurist und Politiker
- Smith, John Stafford (1750–1836), englischer Sänger (Tenor), Komponist und Musikwissenschaftler
- Smith, John T. (1801–1864), US-amerikanischer Politiker
- Smith, John Victor, Filmeditor
- Smith, John W. (1882–1942), US-amerikanischer Politiker
- Smith, John Walter (1845–1925), US-amerikanischer Politiker, Gouverneur von Maryland
- Smith, John, Baron Kirkhill (1930–2023), britischer Politiker (Labour)
- Smith, John-Patrick (* 1989), australischer Tennisspieler
- Smith, Johnny (1922–2013), US-amerikanischer Jazzgitarrist
- Smith, Johnny Hammond (1933–1997), US-amerikanischer Jazzmusiker (Orgel, Bandleader und Komponist)
- Smith, Jon (* 1961), US-amerikanischer Ruderer
- Smith, Jonathan Bayard (1742–1812), US-amerikanischer Politiker
- Smith, Jonielle (* 1996), jamaikanische Sprinterin
- Smith, Jonnu (* 1995), US-amerikanischer Footballspieler
- Smith, Jordan (* 1993), US-amerikanischer Popsänger
- Smith, Jordan (* 1994), englischer Fußballspieler
- Smith, Jordan Patrick (* 1989), schottisch-australischer Schauspieler
- Smith, Jordy (* 1988), südafrikanischer Surfer
- Smith, Jori (1907–2005), kanadische Malerin und Zeichnerin
- Smith, Jorja (* 1997), britische Sängerin
- Smith, Joseph († 1770), britischer Kunstsammler
- Smith, Joseph († 1790), britischer Offizier der Ostindien-Kompanie
- Smith, Joseph (1805–1844), Gründer und erster Prophet der MormonenJoseph Smith (1805–1844)

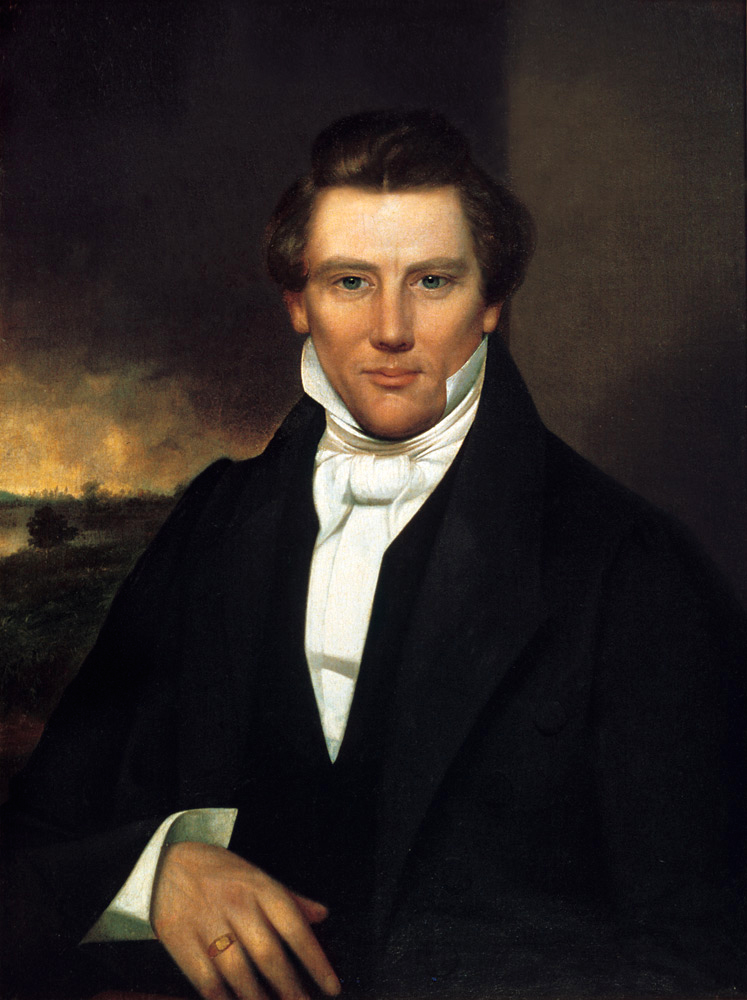
Joseph Smith (1805–1844)

- Smith, Joseph F. (1838–1918), 6. Präsident der Kirche Jesu Christi der Heiligen der Letzten Tage
- Smith, Joseph Fielding (1876–1972), 10. Präsident der Kirche Jesu Christi der Heiligen der Letzten Tage
- Smith, Joseph Francis (1920–1999), US-amerikanischer Politiker
- Smith, Joseph III (1832–1914), erster Präsident der Gemeinschaft Christi
- Smith, Joseph Showalter (1824–1884), US-amerikanischer Politiker
- Smith, Joseph, Sr. (1771–1840), Vater des mormonischen Propheten Joseph Smith
- Smith, Josh (* 1985), US-amerikanischer Basketballspieler
- Smith, Joshua (* 1992), US-amerikanischer Fußballspieler
- Smith, Josiah (1738–1803), US-amerikanischer Politiker
- Smith, Joyce (* 1937), englische Langstreckenläuferin

### Smith, Ju
- Smith, Juan (* 1981), südafrikanischer Rugby-Spieler
- Smith, Juana María de los Dolores de León (1798–1872), Ehefrau des britischen Generals Sir Harry Smith, Gouverneur der britischen Kapkolonie
- Smith, Julia (* 1955), britische Schriftstellerin
- Smith, Julia Frances (1905–1989), US-amerikanische Komponistin und Pianistin
- Smith, Julian, deutsch-amerikanischer Popsänger
- Smith, Julian Richard (* 1971), britischer Politiker (Conservative Party), Mitglied des House of Commons und Nordirland-Minister
- Smith, Julie (* 1968), US-amerikanische Softballspielerin
- Smith, Julie, Baroness Smith of Newnham (* 1969), britische Politologin
- Smith, June (1930–2016), britisch-australische Jazzsängerin, Trompeterin und Musikpädagogin
- Smith, Justice (* 1995), US-amerikanischer SchauspielerJustice Smith (* 1995)

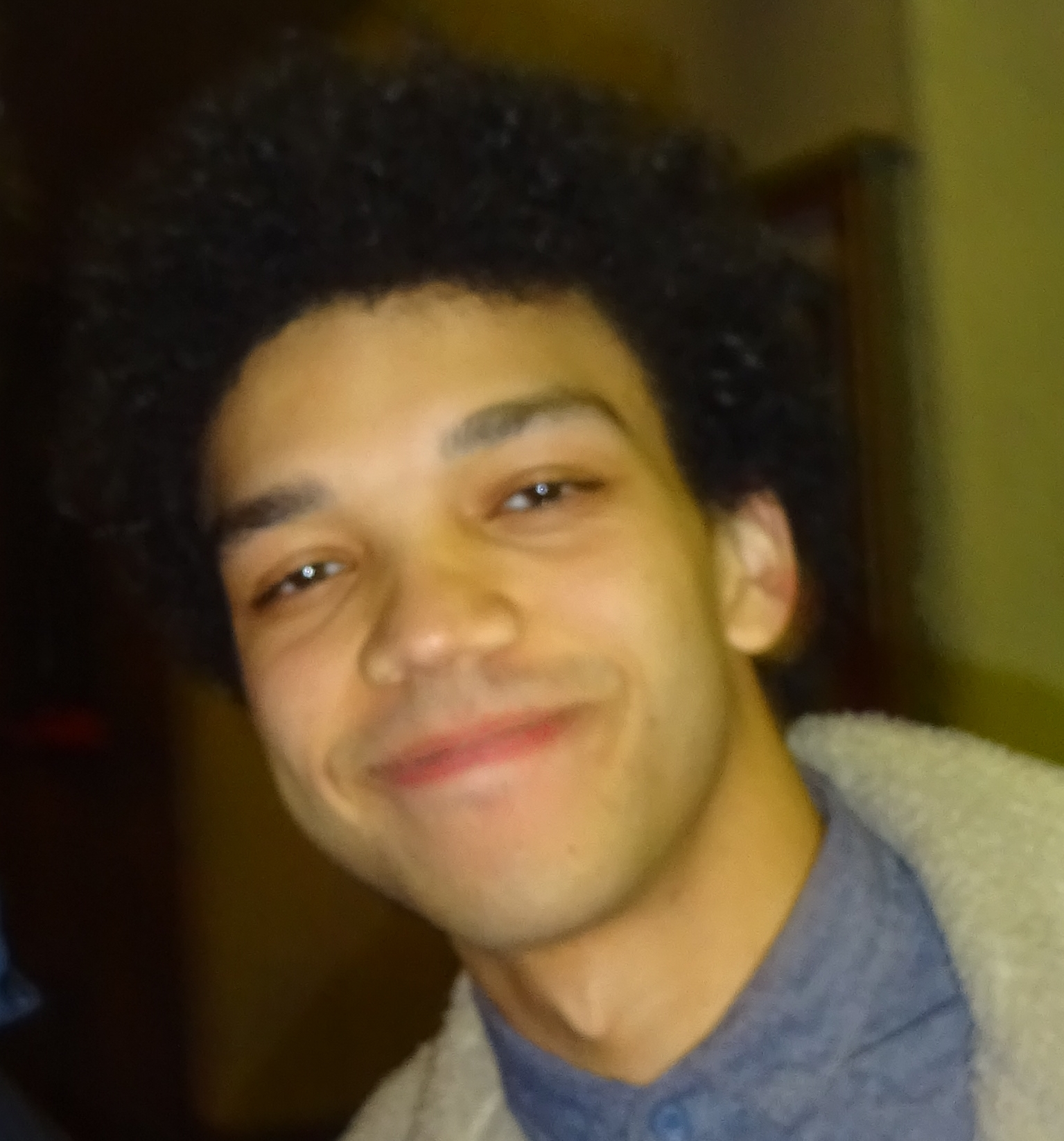
Justice Smith (* 1995)

- Smith, Justin Harvey (1857–1930), US-amerikanischer Historiker
- Smith, Justus (1922–2013), US-amerikanischer Ruderer